# ARVN Rangers

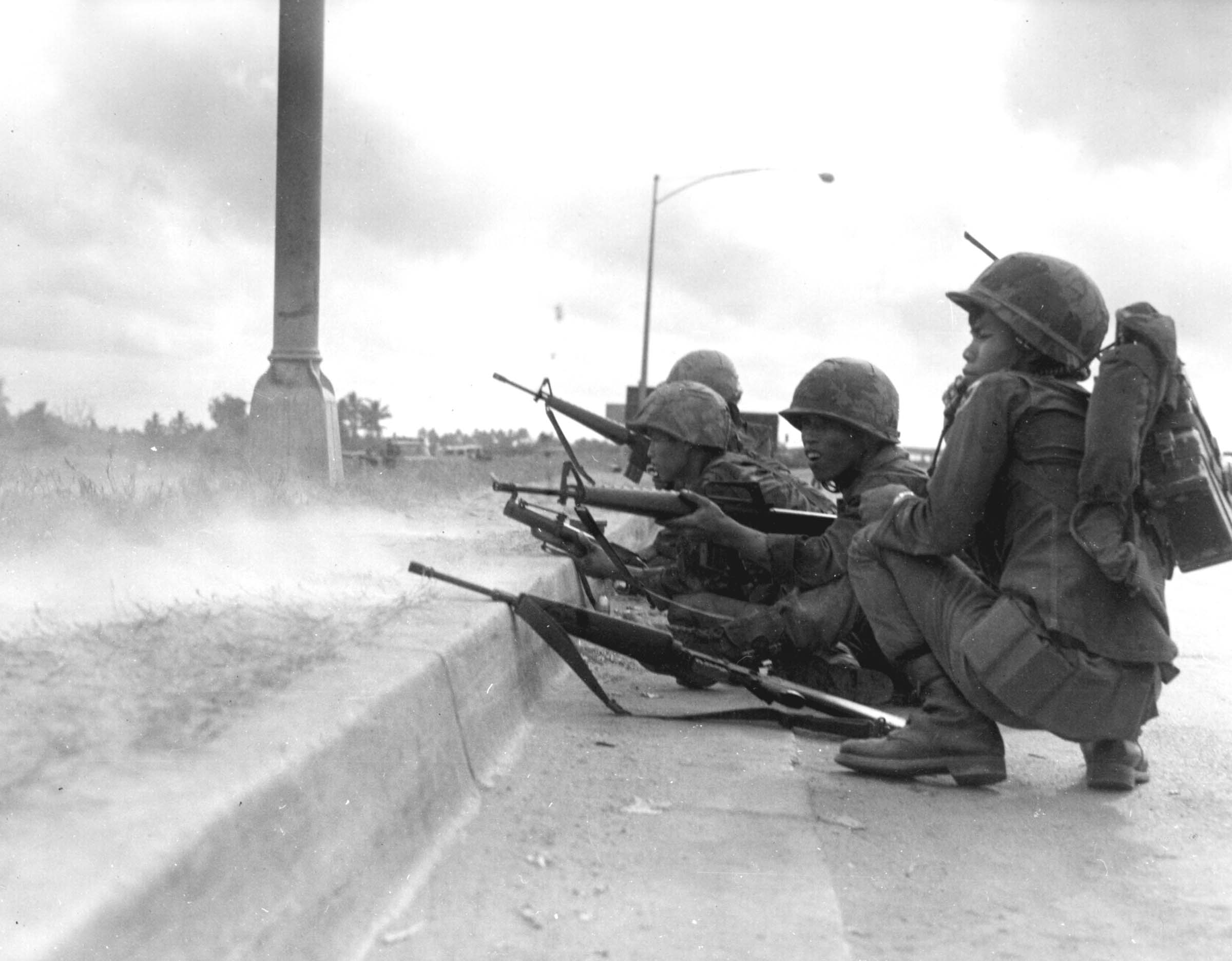
ARVN Rangers v akci při obraně Saigonu během ofenzívy Tet roku 1968

ARVN (Army of the Republic of Vietnam) Rangers (oficiální vietnamský název Biệt Ðộng Quân, latinkou Biet Dong Quan, BDQ) byli rangeři armády Vietnamské republiky. Byli cvičeni za asistence poradců amerických zvláštních jednotek a rangerů. ARVN Rangers byli nasazováni za nepřátelskými liniemi na nebezpečné úkoly „najdi a znič“. Vznikli vyčleněním každé čtvrté roty z každého existujícího pěchotního praporu byli trénováni jako protipovstalecká lehká pěchota, ale později se rozvinuli v elitní jednotky schopné konvenčních, stejně jako protipovstaleckých operací.

## Historie
Roku 1951 založili Francouzi v Nha Trang v tehdejší francouzské Indočíně školu pro výcvik komand. Poté, co vedoucí úlohu ve výcviku ozbrojených sil mladé Vietnamské republiky převzala Military Assistance Advisory Group, byla škola pro komanda roku 1956 přeměněna na školu pro výcvik rangerů. Roku 1960 na počátku vietnamské války byly utvořeny oddíly ARVN Rangers. Vietnamští rangeři byli zpočátku formováni do samostatných oddílů s přidělenými americkými rangery jako instruktory, nejprve jako členové mobilních výcvikových skupin (anglicky Mobile Training Teams), ve výcvikových středicích rangerů (Ranger Training Centers) a později do jednotek na úrovni členů vojenského výcvikového velitelství ve Vietnamu (Military Advisory Command Vietnam). Menší počet vietnamských důstojníků z ARVN Rangers bylo vybráno ke studiu na rangerské škole americké armády ve Fort Benning ve Spojených státech.
Roku 1962 byly roty ARVN Rangers zformovány v protipovstalecký speciální prapor, ale již o rok později byl prapor reorganizován a jeho mise se vyvinuly z protipovstaleckých na operace lehké pěchoty. Během roku 1966 byl prapor zformován v taktická uskupení a pro zajištění velení a kontroly taktických operací bylo zřízeno pět velitelství rangerských skupin na úrovni sborů. Struktura rangerských skupin byla udržována až do roku 1970 podobná jako u amerických sil. Nepravidelná civilní obranná skupina (CIDG), rozmístěná podél laoských a kambodžských hranic, jež byla dříve pod velením 5. amerického zvláštního pluku, byla zařazena pod jurisdikci vietnamských rangerů, díky čemuž se úloha rangerů rozrostla i o obranu hranic. Přeměnou táborů CIDG v 37. bojový prapor s 14 534 muži se více síla ARVN Rangerů více než zdvojnásobila.
V posledních dnech vietnamské války roku 1975 byla většina jednotek vietnamských rangerů zcela zničena. Mnozí bránili své pozice nezávisle na centrálním velení a odmítali se vzdát komunistům. V hlavním městě Jižního Vietnamu, Saigonu, drželi pozice až do pondělí 30. dubna, kdy dostali rozkaz složit zbraně, neboť jihovietnamská armáda kapitulovala komunistickým silám. Většina rangerských důstojníků byla později komunisty považována za příliš nebezpečné a odsouzena k dlouhým internacím v nápravných táborech.